# Claude Nougaro
Claude Nougaro (Toulouse, 9 september 1929 – Parijs, 4 maart 2004) was een Frans zanger.
Zijn vader Pierre was bariton, zijn moeder Liette pianist en lerares. Nougaro ontwikkelde een brede muzikale smaak, hij groeit op met Verdi, Bizet, luistert naar Édith Piaf maar ook naar Bessie Smith en Glenn Miller.
In 1962 presenteerde hij zijn eerste plaat. Nougaro wordt gezien als atypisch in de wereld van het Franse chanson, omdat hij een eigenwijze mix maakt van jazz en java, gemengde ritmes en de Occitaanse (Zuid-Franse streek-)taal. Nougaro bracht de jongere generaties in contact met de jazz, wereldmuziek en Braziliaanse ritmes. Een van zijn bekendste nummers is "Le jazz et la java".
Hij ging in 2002 voor de laatste keer op tournee. Het jaar daarop trakteerde hij zijn fans op een spektakel met zijn eigen verzen uit zijn bundel “Les fables de ma fontaine”. Hij was een groot liefhebber van de teksten van Jacques Audiberti, Léo Ferré en Rimbaud.
Nougaro is, na lang geleden te hebben aan alvleesklierkanker, op 74-jarige leeftijd overleden.
- Bibsys: 5091141
- Biblioteca Nacional de España: XX1358929
- Bibliothèque nationale de France: cb124077493 (data)
- Gemeinsame Normdatei: 122061233
- International Standard Name Identifier: 0000 0001 0861 3643
- Library of Congress Control Number: n86008680
- MusicBrainz: 729d5d04-a4d7-4540-905e-0afec8e9f004
- Nationale Bibliotheek van Tsjechië: mzk2014836185
- Nationale Bibliotheek van Israël: 987012219673905171
- Nederlandse Thesaurus van Auteursnamen: 07199646X
- Réseau des bibliothèques de Suisse occidentale: 02-A003646220
- SNAC: w6223rk0
- Système universitaire de documentation: 033185379
- Virtual International Authority File: 97027
- WorldCat: E39PBJkXt9XrPY69f4rCfKdxXd